# Franco D'Aniello
Franco D'Aniello (Forlì, 31 dicembre 1962) è un musicista e flautista italiano.

## Biografia
Da giovane suona nell'Abbazia dei Folli con Luciano Gaetani e Marco Michelini. Con Gaetani, Alberto Cottica, Alberto Morselli e Giovanni Rubbiani fonda nel 1991 i Modena City Ramblers, dei quali rimane uno dei membri storici, Inizialmente suona tin whistle e flauto traverso, dal disco Radio Rebelde inizia a suonare anche la tromba, nel disco Bella ciao - Italian Combat Folk for the Masses, per il mercato estero, suona anche il sassofono.
Nel 2001 recita una piccola parte di musicista irlandese in Gangs of New York di Martin Scorsese e suona nei brani tradizionali irlandese The White Cockade e Belle of the Mohawk Vale nella Colonna sonora.
Alle elezioni amministrative del 6 e 7 giugno 2009 si candida al comune di Modena nelle liste del Pdci, ma non viene eletto.
Nel dicembre 2019 suona come ospite insieme ai Jethro Tull in un concerto di Natale a Parma.
Nel maggio 2021 pubblica E alla meta arriviamo cantando. Le storie, i viaggi, la musica dei Modena City Ramblers, ed. La nave di Teseo, libro in cui racconta la sua esperienza trentennale ni Modena City Ramblers.

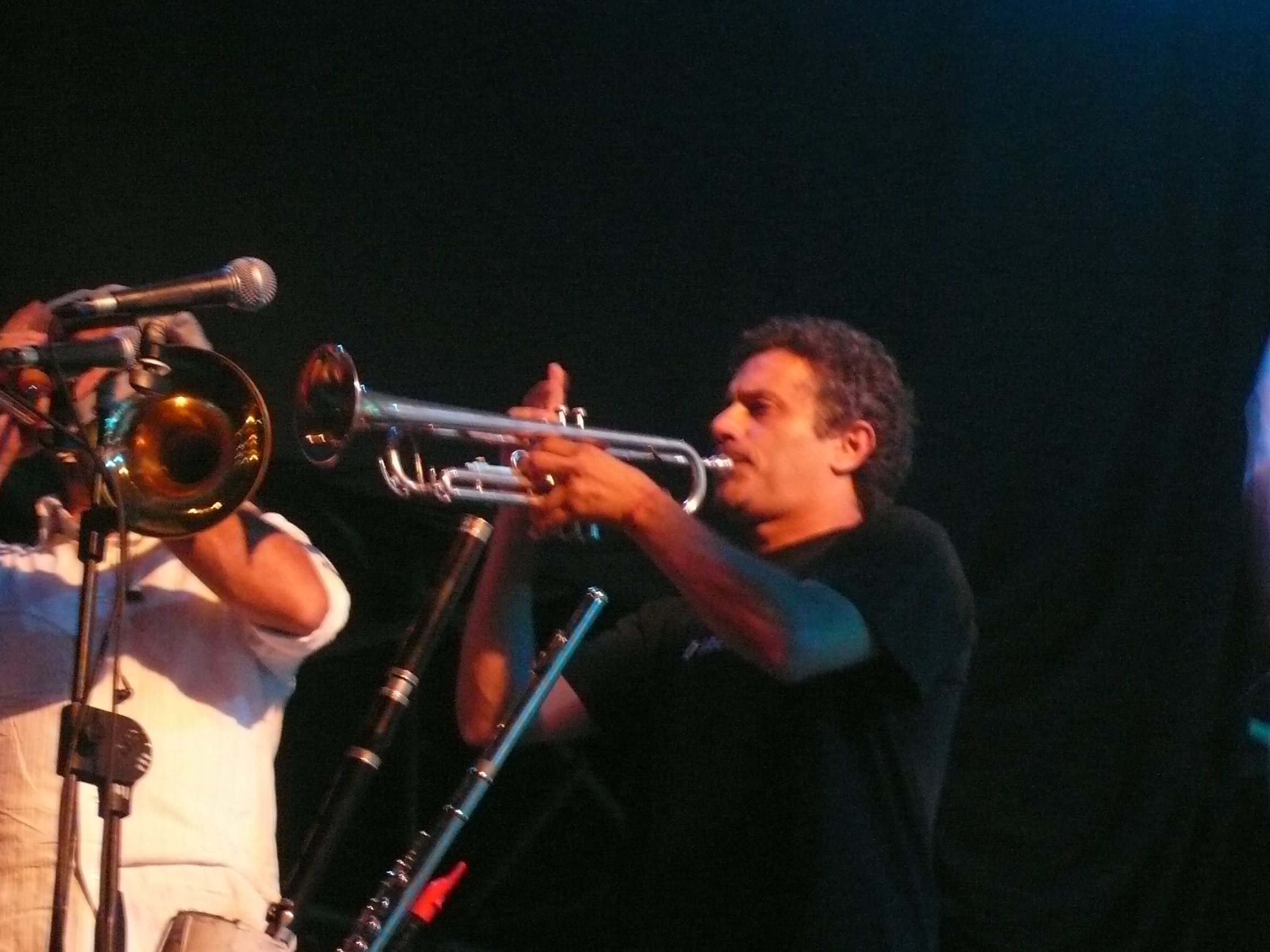
Franco D'Aniello alla tromba, live a Villa Ada, 20 giugno 2007

Discografia

### Con i Modena City Ramblers
- 1993 – Combat Folk (demotape autoprodotto)
- 1994 – Riportando tutto a casa
- 1996 – La grande famiglia
- 1997 – Terra e libertà
- 1998 – Raccolti
- 1999 – Fuori campo
- 2000 – Il resto raccolto (stampato esclusivamente per il fan club)
- 2002 – Radio Rebelde
- 2004 – ¡Viva la vida, muera la muerte!
- 2005 – Appunti partigiani
- 2006 – Dopo il lungo inverno
- 2008 – Bella ciao - Italian Combat Folk for the Masses
- 2009 – Onda libera
- 2011 – Sul tetto del mondo
- 2013 – Niente di nuovo sul fronte occidentale
- 2014 – 1994-2014 Venti
- 2015 – Tracce clandestine
- 2017 – Mani come rami, ai piedi radici
- 2018 – Riaccolti

### Partecipazioni
- 1997 – Gang in Fuori dal controllo: cori in Comandante
- 2001 – Patrizio Fariselli, Lupi sintetici e strumenti a gas: tin whistle in Pangea
- 2001 – Cisco e la Casa del vento in 900: tin whistle in Tra cielo e terra e Carne da cannone
- 2001 – Voci e suoni d'Irlanda (I Teatri di Reggio Emilia), con Massimo Giuntini e Alberto Bertoni
- 2002 – Gangs of New York: tin whistle in The White Cockade e Belle of the Mohawk Vale
- 2006 – Casa del vento in Il grande niente: cori in Sul confine.
- 2007 – Graziano Romani in Tre Colori: tromba in Spiriti liberi, tin whistle in Corre Buon Sangue.
- 2008 – Graziano Romani in Zagor, King of Darkwood: tin whistle e flauto
- 2008 – tin whistle in Siamo gli operai di Fabrizio Varchetta, dedicato agli operai della Thyssen Krupp di Torino morti il 6 dicembre 2007
- 2012 – Battaglione alleato
- 2015 – Lennon Kelly in Lunga vita al re: flauti in "Sangue e Sale"